# Chapeau chinois (musique)
Pour les articles homonymes, voir Chapeau chinois (homonymie).

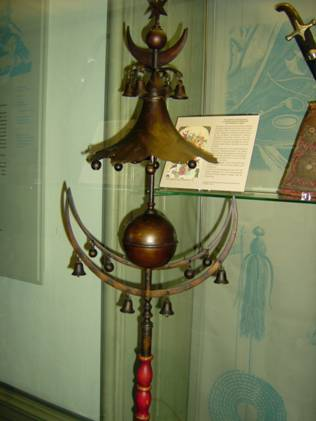
Chapeau chinois ottoman.

Le chapeau chinois est un instrument de musique militaire, à percussion, également appelé bonnet chinois ou pavillon chinois.
Son origine n'est pas encore parfaitement établie. Dans le Dictionnaire pratique et raisonné des instruments de musique anciens et modernes de A. Jacquot (1886), il est décrit comme un « instrument à percussion en cuivre, inventé par les Chinois. En anglais et en allemand on le nomme Halbmond ; on l’appelle aussi, en français, pavillon chinois. Le chapeau proprement dit, a la forme du toit d’une petite pagode, les grelots et les sonnettes sont suspendus au bord et à l’extrémité de différentes tiges de métal. Ce qui lui fait donner le nom de Halbmond ou demi-lune c’est qu’au-dessous du chapeau se trouve aussi un croissant ou demi-lune garnie de sonnettes. Le tout est supporté par un bâton tenu et agité en mesure, de bas en haut, par l’exécutant. On s’en sert dans les musiques d’Orient, et il fut en usage dans celles de France pendant un certain temps. Il ne figure plus dans notre pays que parmi les instruments de musées ou dans les collections d’amateurs de musique. Au Moyen Âge, on l’appelait tymbe-cembel, et, dès le XIIe siècle, Bombulum. »
Il a notamment été utilisé pour la musique des régiments sous Napoléon Bonaparte. Il est encore utilisé par la Légion étrangère.